# Wiley Ford
Wiley Ford és una concentració de població designada pel cens dels Estats Units a l'estat de Virgínia de l'Oest. Segons el cens del 2000 tenia 1.095 habitants.

## Demografia
Segons el cens del 2000, Wiley Ford tenia 1.095 habitants, 463 habitatges, i 308 famílies. La densitat de població era de 146,3 habitants per km².
Dels 463 habitatges en un 26,8% hi vivien nens de menys de 18 anys, en un 54,6% hi vivien parelles casades, en un 8,9% dones solteres, i en un 33,3% no eren unitats familiars. En el 28,3% dels habitatges hi vivien persones soles l'11,2% de les quals corresponia a persones de 65 anys o més que vivien soles. El nombre mitjà de persones vivint en cada habitatge era de 2,37 i el nombre mitjà de persones que vivien en cada família era de 2,9.
Per edats la població es repartia de la següent manera: un 23,2% tenia menys de 18 anys, un 5,1% entre 18 i 24, un 27,7% entre 25 i 44, un 27,6% de 45 a 60 i un 16,4% 65 anys o més.
L'edat mediana era de 41 anys. Per cada 100 dones de 18 o més anys hi havia 95,1 homes.
La renda mediana per habitatge era de 32.017 $ i la renda mediana per família de 37.422 $. Els homes tenien una renda mediana de 31.979 $ mentre que les dones 20.880 $. La renda per capita de la població era de 15.380 $. Entorn del 5,3% de les famílies i el 10,6% de la població estaven per davall del llindar de pobresa.

## Poblacions més properes
El següent diagrama mostra les poblacions més properes.